# El Capitan
Pour l’article homonyme, voir El Capitan (Texas).
El Capitan est une formation rocheuse verticale de 900 m de haut située dans la vallée de Yosemite aux États-Unis, très connue dans le monde de l'escalade.
Le sommet d'El Capitan peut être atteint par un chemin de randonnée depuis les chutes de Yosemite en se dirigeant vers l'ouest. Pour les grimpeurs, le défi consiste à grimper le big wall granitique. Il existe des dizaines de voies d'escalade à travers la paroi, toutes longues et difficiles.

## Toponymie
Le nom El Capitan est une traduction espagnole du nom amérindien To-to-kon oo-lah, qui vient de To-to-kon un chef indien de la région.
Les grimpeurs utilisent fréquemment le diminutif « El Cap ».

## El Capitan et l'escalade

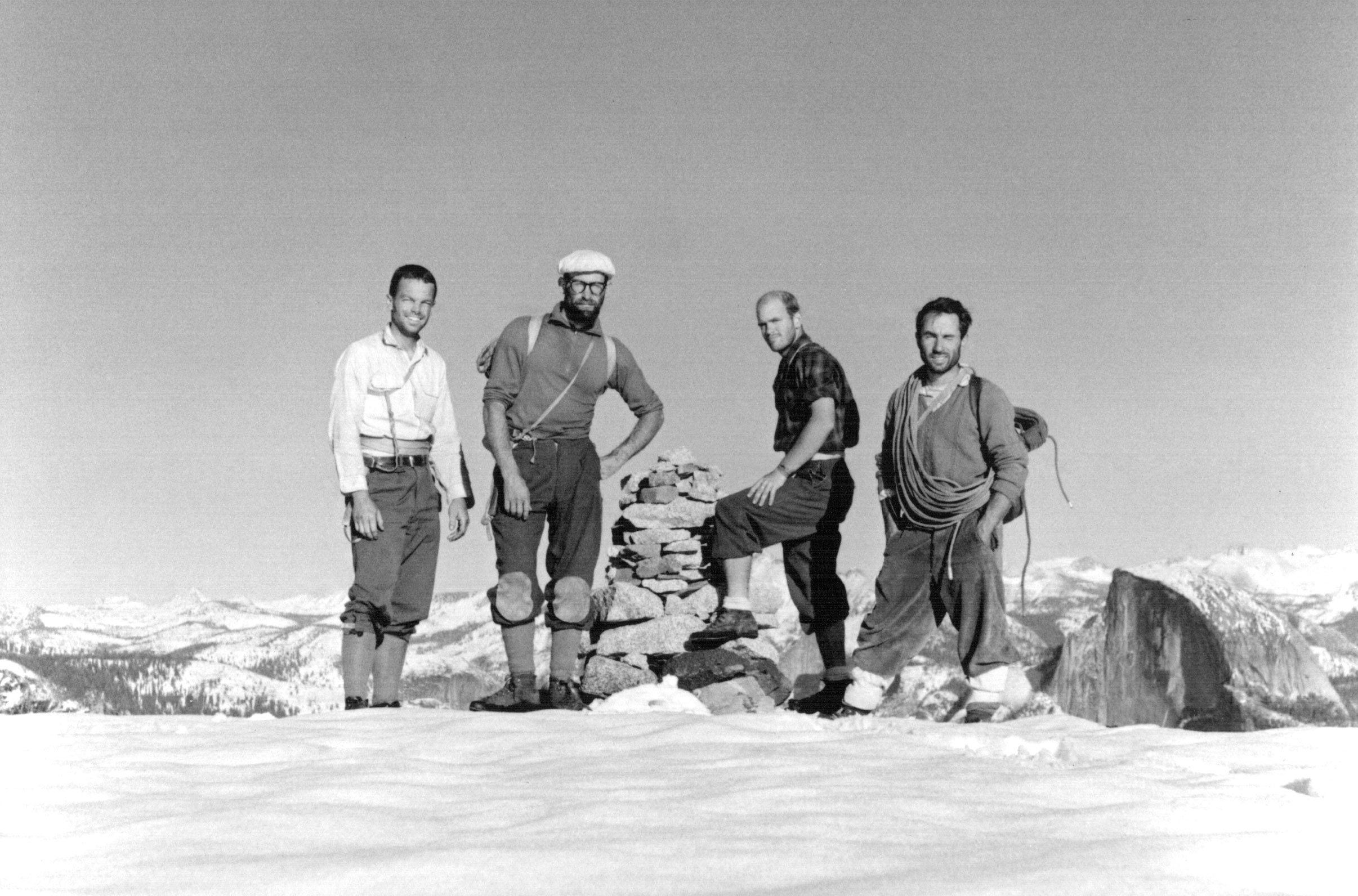
Tom Frost, Royal Robbins, Chuck Pratt et Yvon Chouinard au sommet d'El Capitan après la première ascension de North America Wall, le 31 octobre 1964.

La première ascension de la paroi El Capitan fut réalisée en 1958 par Warren Harding (en), Wayne Merry et George Whitmore, par l'éperon proéminent appelé The Nose (« Le nez ») la séparant en deux, après 47 jours d'escalade répartis sur 17 mois. Le groupe utilisa des cordes fixes, des pitons et pitons à expansion pour atteindre le sommet, utilisant des techniques d'escalade artificielle sur la plupart du tracé. La voie fut répétée en 1960 par Royal Robbins, Joe Fitschen, Chuck Pratt et Tom Frost, en 7 jours. La première ascension en une journée fut accomplie en 1975 par John Long, Jim Bridwell et Billy Westbay.
Durant les années 1960, les autres faces de la montagne, notamment Salathe Wall, Dihedrall Wall et North America Wall furent explorées. Dans les années 1970, de nouvelles voies d'escalade artificielle extrême furent ouvertes comme Pacific Ocean Wall, Zodiac ou Tangerine trip.
La face ouest fut escaladée en libre en 1979 (Ray Jardine et Bill Price) et le Nose en 1993 par la grimpeuse Lynn Hill. La première ascension en escalade libre du Dawn Wall fut réalisée du 27 décembre 2014 au 14 janvier 2015 par les Américains Kevin Jorgeson et Tommy Caldwell. La nuit ils dorment suspendus à la paroi dans des portaledges. C'est le sujet du film documentaire The Dawn Wall, sorti en 2018.  Le 3 juin 2017, Alex Honnold réalise la première ascension d'El Capitan en solo intégral (sans corde), par la voie Freerider en 3 h 56. Cet exploit est le sujet d'un film documentaire, Free Solo.

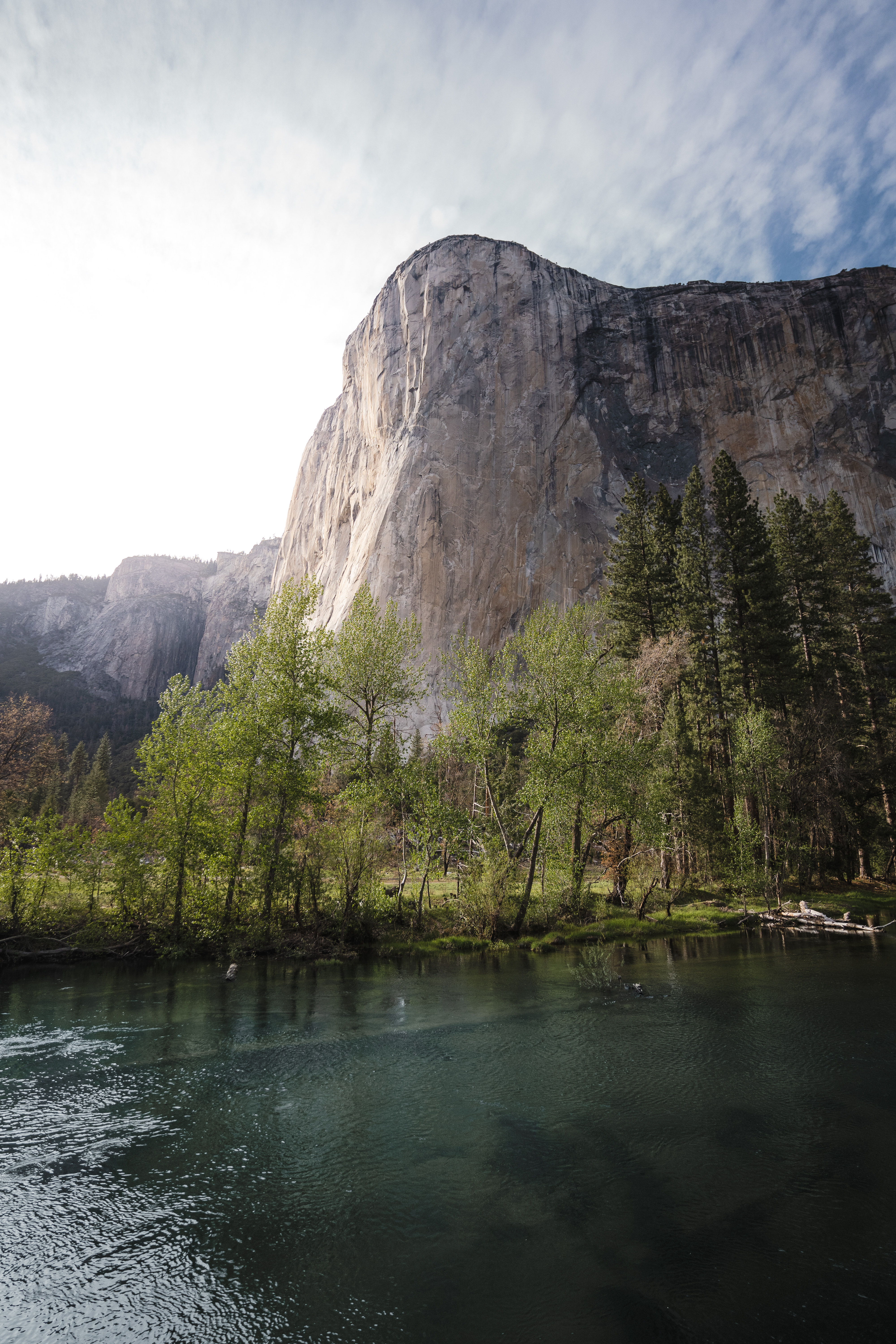
Face Sud-Est d'El Capitan vue depuis la vallée de Yosemite.

C'est à El Capitan qu'eurent lieu les premiers sauts de BASE jump moderne, par Carl Boenish, en 1978.
Le 4 novembre 2020, alors âgée de 34 ans, Emily Harrington est la première femme à réussir en moins d'une journée l'escalade libre du big wall (par la voie Golden Gate) en 21 heures et 14 minutes.

## Dans la culture
Am Limit, les parois de l'extrême (2007) de Pepe Danquart, avec Alexander et Thomas Huber, décrit l’ascension de The Nose en speed climbing, établissant un record de vitesse de cette voie, par ces deux frères.
Le 8 juin 2015, Apple annonce à la WWDC 2015 sa version 10.11 de son système d'exploitation OS X, nommée ainsi d'après cette formation rocheuse.
The Dawn Wall est un documentaire austro-américain réalisé par Josh Lowell et Peter Mortimer sorti en 2017. Il traite de l'ascension en escalade libre d'une paroi rocheuse d'El Capitan, en Californie, par Tommy Caldwell et Kevin Jorgeson.
Free Solo, documentaire américain de la réalisatrice Elizabeth Chai Vasarhelyi et du réalisateur Jimmy Chin sorti en 2018, suit l'ascension d'Alex Honnold, première personne à gravir El Capitan en escalade en solo intégral.
Au début du film Star Trek 5 : L'Ultime Frontière, le capitaine James Tiberius Kirk escalade El Capitan.
Le jeu vidéo de course automobile Gran Turismo 4 intègre un ensemble de circuits fictifs situé au pied de la formation. Il comprend un circuit sur asphalte prenant le nom d'El Capitan, et deux circuits avec des portions sur terre prenant le nom de la formation voisine de Cathedral Rocks.